# Google Trends
Google Trends là một dịch vụ web công cộng của Google. Nó giúp người dùng so sánh kết quả tìm kiếm Google Search trên toàn cầu kể từ năm 2004.